# Les Deux Temples
Les Deux Temples est une nouvelle d'Herman Melville publiée en 1924.

## Historique
Les Deux Temples est une nouvelle d'Herman Melville publiée en 1924 dans la première édition complète de ses œuvres.
Entre la fin de l'été 1853 et le printemps de 1854, Melville composa trois contes en diptyque : Le Pudding du pauvre et les Miettes du riche, Les Deux Temples et Le Paradis des célibataires et le Tartare des jeunes filles. Ces contes, sauf Les Deux Temples, furent publiés sans nom d'auteur et restèrent dans les revues d'origine.
Dans Les Deux Temples, la satire de l'église épiscopalienne est telle que le rédacteur en chef et le directeur de la revue Putnam's Monthly Magazine refusèrent de publier cette nouvelle.

## Résumé
Vu sa mine et sa jaquette élimée, le bedeau refuse au narrateur l'entrée d'une église chic de New-York. Il s'introduit dans le clocher par une porte dérobée, mais, au moment de sortir, les choses se compliquent...

À Londres, quelques mois plus tard, sans le sou, il se voit offrir un billet de théâtre et peut assister au triomphe d'un tragédien anglais...

## Éditions en anglais
- The Two Temples, dans The Works of Herman Melville, Londres, Bombay et Sydney, Constable, 1922-1924.

## Traductions en français
- Trois nouvelles doubles (Le Paradis des célibataires et le Tartare des vierges, Les Deux Temples, Le Pudding du pauvre et les Miettes du riche) par Bernard Hœpffner, Éditions Cent pages, Grenoble, 1996.
- Les Deux Temples, par Philippe Jaworski, Herman Melville, Œuvres, IV , Bibliothèque de la Pléiade, éditions Gallimard, 2010.